# Vázsnok, Baranya
Vázsnok este un sat în districtul Hegyhát, județul Baranya, Ungaria, având o populație de 132 de locuitori (2011). 

## Demografie
Componența etnică a satului Vázsnok
     Maghiari (97,67%)
     Romi (2,33%)
Componența confesională a satului Vázsnok
     Romano-catolici (52,27%)
     Fără religie (24,24%)
     Necunoscută (23,48%)
Conform recensământului din 2011, satul Vázsnok avea 132 de locuitori. Din punct de vedere etnic, majoritatea locuitorilor (97,67%) erau maghiari, cu o minoritate de romi (2,33%).  Din punct de vedere confesional, majoritatea locuitorilor (52,27%) erau romano-catolici, cu o minoritate de persoane fără religie (24,24%). Pentru 23,48% din locuitori nu este cunoscută apartenența confesională.